# Perga konowi
Perga konowi – gatunek błonkówki z rodziny Pergidae.

## Taksonomia
Gatunek ten został opisany w 1939 roku przez R. Bensona. Jako miejsce typowe podano australijskie miasto Euston. Holotypem była samica.

## Zasięg występowania
Australia. Notowana w stanach Nowa Południowa Walia i Australia Zachodnia.

## Biologia i ekologia
Rośliną żywicielską jest Eucalyptus transcontinentalis z rodziny mirtowatych.